# ラグマヨ!ラグビー日本代表応援宣言
『ラグマヨ!ラグビー日本代表応援宣言』（ - にほんだいひょうおうえんせんげん）は2011年4月23日から毎月第4土曜日26:20 - 27:05に日本テレビで放送されていたラグビーユニオン情報番組である。

## 概要
2011年9月に開催のラグビーワールドカップ2011を控えたラグビー日本代表の応援番組として放送された。キー局の地上波でラグビー専門番組が放送されたのは史上初。
2011年9月3日14:30 - 15:25、2011年10月8日15:00 - 15:55には全国28局ネットで特別版が放送された。

## 出演者
- ブラックマヨネーズ（小杉竜一・吉田敬）
- 大畑大介
- 松尾英里子（日本テレビアナウンサー）

## スタッフ
- 制作協力：AX-ON、オフィスて・ら
- 製作著作：日本テレビ